# Helicopsyche minima
Helicopsyche minima är en nattsländeart som beskrevs av Von Siebold 1856. Helicopsyche minima ingår i släktet Helicopsyche och familjen Helicopsychidae. Inga underarter finns listade i Catalogue of Life.

## Bildgalleri

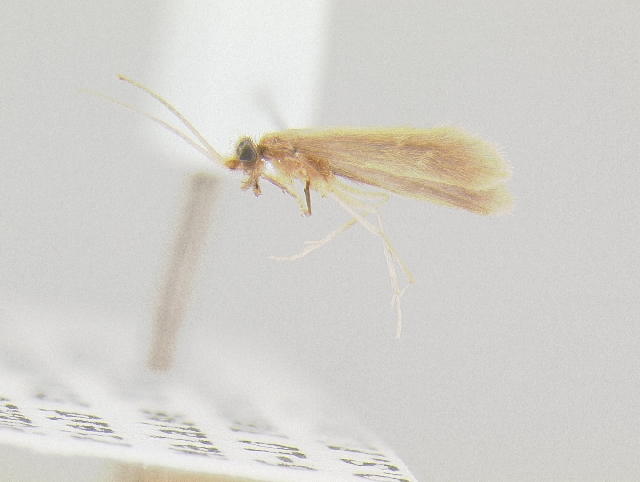